# Роберт Монтгомери
Роберт Монтгомери (енгл. Robert Aldrich; Бикон, Њујорк, 21. мај 1904 — Њујорк, Њујорк, 27. септембар 1981) је био амерички филмски глумац и режисер. Био је номинован за Оскара за најбољег главног глумца за улоге у филмовима Ноћ мора пасти (1937) и Опет долази господин Џордан (1941).